# Perigea vagans
Perigea vagans är en fjärilsart som beskrevs av Emilio Berio 1976-1977 [1977. Perigea vagans ingår i släktet Perigea och familjen nattflyn. Inga underarter finns listade i Catalogue of Life.